# Dianekas
Dianekes of Dienekes (Grieks: Διανέκας, gestorven in 480 v.Chr.) was een Spartaans officier tijdens de Slag bij Thermopylae. Hij wordt geroemd als de dapperste van alle driehonderd Spartanen die meevochten in deze slag. Herodotus beschreef de volgende anekdote over Dienekes:

"Hoewel het gehele leger van Spartanen en Thespiërs buitengewoon veel moed toonde, 
werd de Spartaan Dienekes de dapperste van allen genoemd. Men zegt dat aan de vooravond 
van de strijd, iemand van Trachis Dienekes vertelde dat er zo veel Perzische 
boogschutters waren dat hun pijlen de zon zouden verduisteren. Dienekes, echter, onbevreesd 
door dit vooruitzicht, antwoordde lachend, 'Mooi, dan vechten we in de schaduw"
— Historiën, 7.226

Spartanen stonden in die tijd bekend om hun laconieke houding in gewichtige zaken. Sparta was de hoofdstad van Laconië, wat het ontstaan van de uitdrukking laconiek, dat wil zeggen snedig, gevat, en bovendien blijk gevend dat men de zaken doodkalm opneemt, zonder zich druk te maken (volgens Van Dale) verklaart.